# Alcoologie
L'alcoologie est une science au carrefour de la médecine, la psychologie, la psychiatrie et la sociologie. Elle explore les connaissances fondamentales sur le métabolisme et la toxicologie de l'alcool comme sur les conséquences sanitaires et sociales de sa consommation. En médecine, cette branche de l'addictologie traite à la fois de la prévention, du traitement clinique, et de la thérapeutique de la consommation abusive d'éthanol, ainsi que ses conséquences psychologiques et sociales.
Les soignants qui pratiquent l'alcoologie sont les alcoologues.

## Dans quelles circonstances faut-il consulter un alcoologue?
Si les interventions brèves de dépistage s’avèrent sans succès ou si le repérage des buveurs excessifs ne survient qu’à un stade avancé d’usage nocif ou d’alcoolodépendance, il est  nécessaire de recourir à un médecin alcoologue ou à des structures spécialisées en alcoologie[3].